# استانداری مازندران
استانداری مازندران یک نهاد مرتبط سازمان امور اداری کشور و نمایندهٔ دولت جمهوری اسلامی ایران در استان مازندران است که در شهر ساری واقع شده‌است.

## فرمانداری‌ها
- فرمانداری شهرستان گلوگاه
- فرمانداری شهرستان بهشهر
- فرمانداری شهرستان نکا
- فرمانداری شهرستان میاندورود
- فرمانداری شهرستان ساری
- فرمانداری شهرستان جویبار
- فرمانداری شهرستان سیمرغ
- فرمانداری شهرستان قائم‌شهر
- فرمانداری شهرستان سوادکوه شمالی
- فرمانداری شهرستان سوادکوه
- فرمانداری شهرستان بابلسر
- فرمانداری شهرستان بابل
- فرمانداری شهرستان فریدون‌کنار
- فرمانداری شهرستان محمودآباد
- فرمانداری شهرستان آمل
- فرمانداری شهرستان نور
- فرمانداری شهرستان نوشهر
- فرمانداری شهرستان چالوس
- فرمانداری شهرستان کلاردشت
- فرمانداری شهرستان عباس‌آباد
- فرمانداری شهرستان تنکابن
- فرمانداری شهرستان رامسر